# Libuna solitella
Libuna solitella är en fjärilsart som beskrevs av Walker 1866. Libuna solitella ingår i släktet Libuna och familjen Crambidae. Inga underarter finns listade i Catalogue of Life.